# Gerald Maurice Clemence
Gerald Maurice Clemence (16 de agosto de 1908 — Providence, 22 de novembro de 1974) foi um astrônomo estadunidense.

## Prêmios e honrarias
- Fellow da Royal Astronomical Society (Reino Unido), (1946)[1]
- Membro honorário da Royal Astronomical Society of Canada, (1946)[1]
- Membro da Academia Nacional de Ciências dos Estados Unidos, (1952)[1]
- Fellow da Academia de Artes e Ciências dos Estados Unidos, (1955)[1]
- Presidente da American Astronomical Society, (1958–1960)[1]
- Medalha de Ouro da Royal Astronomical Society, (1965)[1][2]
- Editor do The Astronomical Journal, (1969–1974)[1]
- Medalha James Craig Watson da Academia Nacional de Ciências dos Estados Unidos, (1975)[1][3]
- O asteroide 1919 Clemence é nomeado em sua memória[4]